# リトル・ファイアー〜彼女たちの秘密
『リトル・ファイアー〜彼女たちの秘密』（リトルファイアー かのじょたちのひみつ、原題: Little Fires Everywhere、リトル・ファイアーズ・エヴリウェア）は、2020年のアメリカ合衆国のテレビドラマシリーズ。1990年代後半のオハイオ州シェイカー・ハイツを舞台に、ある一家に起こる事件を描く。セレステ・イングの2017年の小説『Little Fires Everywhere』を原作に、リズ・ティゲラーが企画、リース・ウィザースプーン、ケリー・ワシントン、ジョシュア・ジャクソンらが出演した。全8話のリミテッド・シリーズで、アメリカでは2020年3月18日からHuluオリジナル作品として配信された。日本ではHuluからは配信されず、2020年5月22日よりAmazonプライム・ビデオから日本語字幕・吹き替え版が配信された。

## あらすじ
1990年代、クリーブランド郊外に住む裕福なリチャードソン一家に、貧しいミアとパール親子が越してくる。やがて、経済的に異なる家族の間に小さな火花が起こり始める。

## キャスト

### メイン
- リース・ウィザースプーン - エレナ・リチャードソン役（吹替：坂本真綾）

- ケリー・ワシントン - ミア・ウォレン役（吹替：皆川純子）

- ジョシュア・ジャクソン - ビル・リチャードソン役（吹替：福田賢二）

- ローズマリー・デウィット - リンダ役

- ジェイド・ペティジョン（英語版） - レクシー・リチャードソン役（吹替：森千晃）

- レクシー・アンダーウッド（英語版） - パール役

- メーガン・ストット（英語版） - イジー・リチャードソン役（吹替：楠見藍子）

- ギャヴィン・ルイス（英語版） - ムーディ・リチャードソン役

- ジョーダン・エルサス（英語版） - トリップ・リチャードソン役

### リカーリング
- ステヴォンテ・ハート（英語版） - ブライアン役

- ポール・イェン（英語版） - スコット役

- ホワン・ユー（英語版） - Bebe Chow役

- ジェフ・スタルツ - Mark McCullough役

- ジェイミー・レイ・ニューマン - Elizabeth Manwill役

- オッバ・ババタンデ（英語版） - George Wright役

- メラニー・ニコルズ＝キング（英語版） - Regina Wright役

- ジェシー・ウィリアムズ - Joe Ryan役

- サリタ・チョウドリー - Anita Rees役

- オースティン・ベイシス（英語版） - Principal Peters役

- バイロン・マン - Ed Lan役

### ゲスト
- アナソフィア・ロブ - Young Elena役

- ティファニー・ブーン（英語版） - Young Mia役

- アロナ・タル - Young Linda役

- ニコール・ベハーリー（英語版） - Mrs Ryan役

- マット・バーンズ（英語版） - Young Bill役

- アンディ・ファヴロー（英語版） - Young Mark役

- ルーク・ブレイシー（英語版） - Jamie Caplan役（吹替：新垣樽助）

- アニカ・ノニ・ローズ - Pauline Hawthorne役

- ブリット・ロバートソン - Rachel役

- オーブリー・ジョセフ（英語版） - Warren Wright役

## エピソード
| 通算 話数 | タイトル                       | 監督            | 脚本            | 公開日        |
| --------- | ------------------------------ | --------------- | --------------- | ------------- |
| 1         | "火花" "The Spark"             | Lynn Shelton    | Liz Tigelaar    | 2020年3月18日 |
| 2         | "種まですべて" "Seeds and All" | Michael Weaver  | Nancy Won       | 2020年3月18日 |
| 3         | "70セント" "Seventy Cents"     | Michael Weaver  | Raamla Mohamed  | 2020年3月18日 |
| 4         | "くもの巣" "The Spider Web"    | Lynn Shelton    | Attica Locke    | 2020年3月25日 |
| 5         | "デュオ" "Duo"                 | Lynn Shelton    | Rosa Handelman  | 2020年4月1日  |
| 6         | "不吉なもの" "The Uncanny"     | Nzingha Stewart | Shannon Houston | 2020年4月8日  |
| 7         | "完璧な家族" "Picture Perfect" | Nzingha Stewart | Harris Danow    | 2020年4月15日 |
| 8         | "新たな道" "Find A Way"        | Lynn Shelton    | Amy Talkington  | 2020年4月22日 |

## 製作

### 企画
本作の原作となったセレステ・イングの2017年の小説『Little Fires Everywhere』は、出版前からリース・ウィザースプーンとローレン・ノイシュタッターに注目されていた。リース・ウィザースプーンは、ケリー・ワシントンにこの本を持ち込み、2人はリズ・ティゲラーに小説をリミテッドシリーズとして制作するように打診した。本作のプロジェクトはABCスタジオのケーブル/ストリーミング部門であるABCシグネチャーで企画された。
2018年3月2日、製作が正式に発表されたが、ネットワークはまだ決まっていなかった。2018年3月12日、Huluが本作を8エピソードで発注したことが発表された。これには、多くのネットワークやストリーミングサービスを巻き込んだ入札合戦があったと報じられている。2019年4月には、リン・シェルトンがシリーズの監督とエグゼクティブプロデューサーを務めることが発表された。

### 撮影
2019年5月31日、カリフォルニア州ロサンゼルスで撮影が開始され、10月23日に終了した。

### 音楽
スコアはマーク・アイシャムとフローレンス＆ザ・マシーンのキーボーディスト、イザベラ・サマーズが作曲した。同シリーズの公式サウンドトラックは2020年4月17日にハリウッドレコードから発売されている。

## 評価

### 批評
本作は批評家から好意的な評価を受けている。第1シーズンは、批評集積サイトのRotten Tomatoesに72件のレビューがあり、批評家支持率は79%、平均点は10点満点で6.96点となっている。また、Metacriticには30件のレビューがあり、加重平均値は70/100となっている。